# Bairavaa
Pour plus de détails, voir Fiche technique et Distribution.
Bairavaa est un film indien réalisé par Bharathan, sorti en 2017.

## Fiche technique
- Titre français : Bairavaa
- Réalisation : Bharathan
- Scénario : Bharathan
- Musique : Santhosh Narayanan
- Pays d'origine :  Inde (tamil)
- Format : Couleurs - 35 mm
- Genre : action
- Durée : 169 minutes
- Date de sortie : 13 janvier 2017

## Distribution
- Vijay : Bhairava
- Keerthi Suresh : Malarvizhi
- Jagapathi Babu : P. K